# Jacques Zimmer
Pour les articles homonymes, voir Zimmer.
Jacques Zimmer est un journaliste et critique de cinéma français. 

## Biographie
Jacques Zimmer est l'ancien rédacteur en chef de La Revue du cinéma. Il crée une coopérative de critiquespour poursuivre la publication dans les années 1990. 
Le dernier numéro (no 486) est publié en octobre 1992. Elle renaît deux mois plus tard sous le titre Le Mensuel du cinéma. La revue se veut alors luxueuse ; ce nouveau support cesse de paraître dès juin 1994 (no 18).
Il participe à la mémoire de guerre et à la mémoire familiale en rédigeant une biographie de son beau-père, Bernard Presse, ancien combattant et maquisard.